# خل بلسمي
الخَلُّ البلسميّ (بالإيطالية: aceto balsamico)‏ هو تابلٌ مصدره إيطاليا. يصنع هذا الخل من عصير العنب الأبيض المطبوخ.